# 古德森 (密蘇里州)
古德森（英語：Goodson）是位於美國密蘇里州波爾克縣的非建制地區。

## 歷史
古德森的郵局於1874年設立，1883年關閉後又於1889年重啟，最終於1991年停運。

## 地理
古德森所處的海拔為高於海平面325米（即1066英呎），而該地所採用的時區為UTC-6，即北美中部時區（CST）。同時該地設有夏令時間，為UTC-6調快一小時，即UTC-5（CDT）。